# 安代克斯
安代克斯（發音：[ˈandɛks] ⓘ）是德国巴伐利亚州上巴伐利亚行政区施塔恩贝格县的市镇，面积40.43平方千米，2023年12月31日人口为3,865人。